# Рахвальская, Барбара
Барбара Рахвальская (пол. Barbara Rachwalska) — польская актриса театра, кино и телевидения.

## Биография
Барбара Рахвальская родилась 13 апреля 1922 года в Варшаве. Актёрское образование получила в Государственном институте театрального искусства в Варшаве, который окончила в конспирации в 1944 году. Дебютировала в театре в 1945 г. Актриса театров в Лодзи и Варшаве. Выступала в спектаклях «театра телевидения» (близ 50 ролей) в 1961—1993 гг. Умерла 23 декабря 1993 года в Варшаве. Похоронена на Вольском кладбище в Варшаве.

## Избранная фильмография
- 1946 — Два часа / Dwie godziny
- 1947 — Светлые нивы / Jasne Łany
- 1948 — Последний этап / Ostatni etap
- 1951 — Община / Gromada
- 1953 — Солдат Победы / Żołnierz zwycięstwa
- 1953 — Приключение на Мариенштате / Przygoda na Mariensztacie
- 1954 — Валтасаров пир / Uczta Baltazara
- 1955 — Три старта / Trzy starty
- 1957 — Ева хочет спать / Ewa chce spać
- 1957 — Шляпа пана Анатоля / Kapelusz pana Anatola
- 1958 — Король Матиуш I / Król Maciuś I
- 1958 — Вольный город / Wolne miasto
- 1959 — Скандал из-за Баси / Awantura o Basię
- 1960 — Тысяча талеров / Tysiąc talarów
- 1960 — Цена одного преступления (Современная история) / Historia współczesna
- 1962 — Комедианты / Komedianty
- 1963 — Кодовое название «Нектар» / Kryptonim Nektar
- 1963 — Крещённые огнём / Skąpani w ogniu
- 1964 — Вернись, Беата! / Beata
- 1965 — Образ жизни / Sposób bycia
- 1966 — Четыре танкиста и собака / Czterej pancerni i pies (только в 6-й серии)
- 1967 — Ставка больше, чем жизнь / Stawka większa niż życie (только в 17-й серии)
- 1969 — Новый / Nowy
- 1970 — Доктор Эва / Doktor Ewa (только в 4-й серии)
- 1972 — Дары волхвов / Dary magów
- 1973 — Яношик / Janosik (только в 7-й серии)
- 1974 — Помни имя своё (СССР / Польша)
- 1974 — Самый важный день жизни / Najważniejszy dzień życia
- 1975 — Ночи и дни / Noce i dnie
- 1975 — Моя война, моя любовь / Moja wojna, moja miłość
- 1975 — Казимир Великий / Kazimierz Wielki
- 1980 — Приём у свеч / Party przy świecach
- 1980 — Дидактические занятия / Zajęcia dydaktyczne
- 1980 — Кармилла / Carmilla
- 1980 — Потому что я помешался для неё / Bo oszalałem dla niej
- 1982 — Да сгинет наваждение / Niech cię odleci mara
- 1982 — Пансион пани Латтер / Pensja pani Latter
- 1983 — Альтернативы 4 / Alternatywy 4
- 1984 — Женщина в шляпе / Kobieta w kapeluszu
- 1987 — Магнат / Magnat
- 1990 — Мария Кюри, почтенная женщина / Marie Curie. Une femme honorable

## Признание
- 1955 — Золотой Крест Заслуги.
- 1960 — Кавалерский крест Ордена Возрождения Польши.
- 1983 — Награда «Комитета в дела радио и телевидение» 1-й степени.